# Parti d'action démocratique (Espagne)
Pour les articles homonymes, voir Parti d'action démocratique.
Le Parti d'action démocratique (Partido de Acción Democrática, en espagnol) était un parti politique espagnol, d'idéologie social-démocrate, créé en 1981 par Francisco Fernández Ordóñez.

## Historique

### Création
Le PAD est officiellement inscrit au ministère de l'Intérieur le 4 novembre 1981, au lendemain du départ de neuf députés et sept sénateurs, d'idéologie social-démocrate, de l'Union du centre démocratique (UCD), alors au pouvoir, sans retirer leur soutien au gouvernement ni quitter, dans un premier temps, le groupe parlementaire de l'UCD.
Le chef de file de cette scission, Francisco Fernández Ordóñez, ancien ministre des Finances, puis de la Justice, annonce, le 18 janvier 1982, que le congrès fondateur se tiendra au mois de mars suivant et qu'il a maintenu des contacts avec Francisco Pinto Balsemão, président du Parti social-démocrate portugais, le Mouvement des radicaux de gauche français et le Parti démocrate américain. Lors de son discours d'ouverture, il déclare vouloir faire du PAD le parti « de la culture, de la justice et de la liberté », refusant de se prononcer quant à son positionnement sur l'échiquier politique, mais critiquant très durement l'UCD. Dans son texte d'orientation politique, le Parti d'action démocratique soutient la dépénalisation stricte de l'interruption volontaire de grossesse, la réduction du service militaire obligatoire, soutient l'économie de marché, rejette les nationalisations mais défend un secteur public fort, sous le contrôle des Cortes Generales, sans résoudre la question des alliances électorales.
Finalement, à la fin du congrès, au cours duquel il est élu secrétaire général, l'ancien ministre de la Recherche, Luis González Seara, étant désigné pour sa part vice-secrétaire général, Fernández Ordóñez appelle au soutien des électeurs du centre et du centre gauche, réaffirmant le caractère social-démocrate du mouvement.

### Alliance avec le PSOE
À peine six mois après le congrès fondateur, le 17 septembre, le secrétaire général présente, avec Felipe González, secrétaire général du Parti socialiste ouvrier espagnol (PSOE), un accord politique et électoral, destiné, selon González, à amplifier les « bases sociales de la gauche », sans réellement résoudre le désaccord entre les deux formations sur la participation de l'Espagne à l'OTAN. En vertu de cet accord, plusieurs membres du PAD, dont Francisco Fernández Ordóñez, sont investis candidats aux élections générales anticipées du 28 octobre 1982. Il remporte alors cinq députés et obtient même le poste de ministre de la Présidence pour Javier Moscoso, dans le gouvernement de la deuxième législature.

### Dissolution
Le 21 janvier 1983, la commission exécutive fédérale du PSOE fait une proposition formelle aux militants du PAD, pour qu'ils rejoignent le Parti socialiste. La direction socialiste affirme que « la coïncidence des objectifs politiques, sur les nécessités du changement et du progrès de l'Espagne, ont concrétisé une participation du PAD aux listes du PSOE, dans l'effort de la position modernisatrice de l'offre socialiste pour transformer les relations sociales et la vie commune que réclament les sociétés civilisées, dont fait partie la société espagnole ». Deux jours plus tard, le congrès extraordinaire du parti, convoqué à Madrid, décide de son autodissolution, avec seulement cinq voix contre, Francisco Fernández Ordóñez recommandant à ses militants de rejoindre le PSOE, le vice-secrétaire général, Luis González Seara, annonçant pour sa part qu'il quitte la vie politique.